# Biserica romano-catolică din Brădești

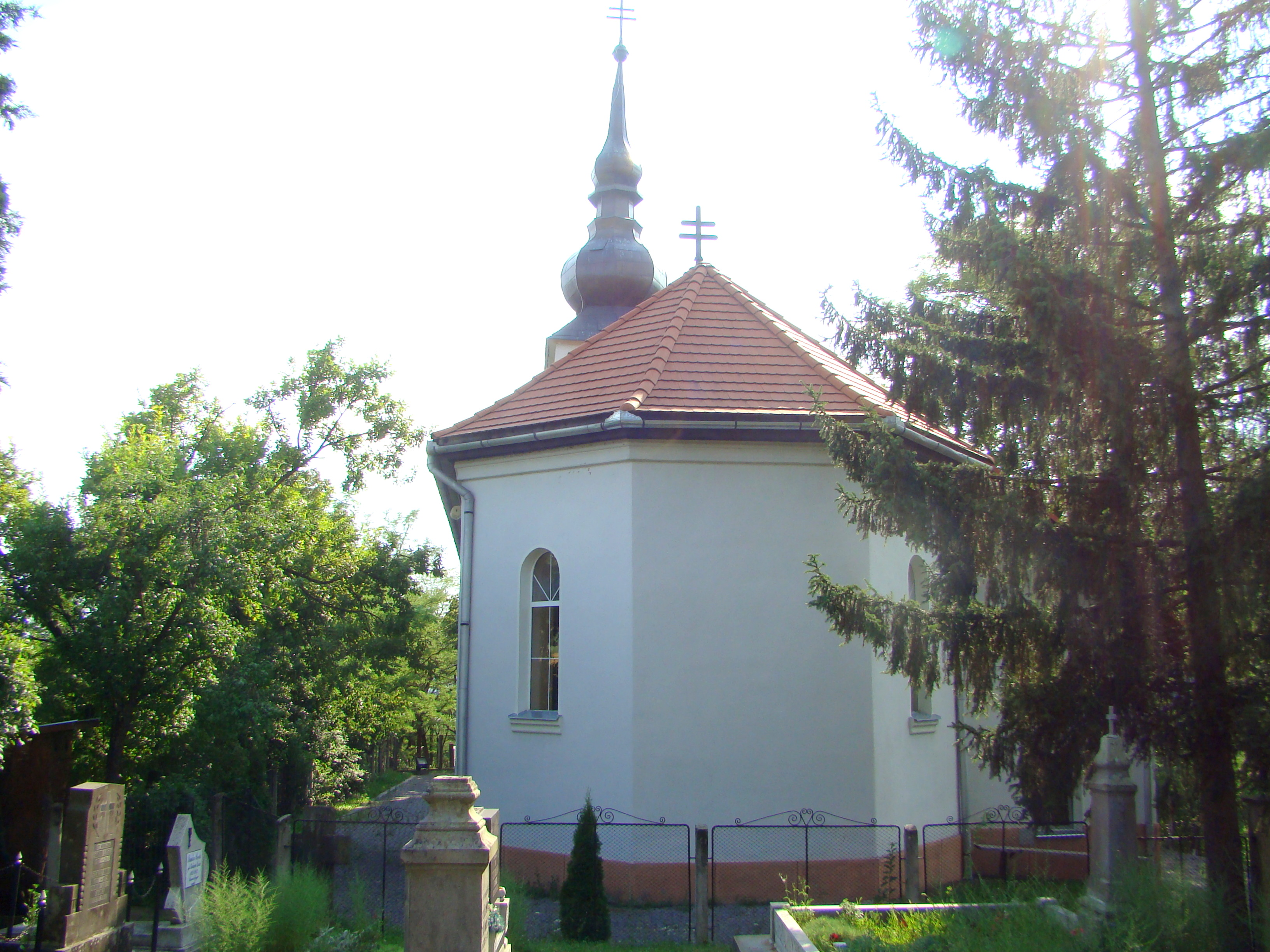
Biserica romano-catolică din Brădești (august 2021)

Biserica romano-catolică din Brădești este un lăcaș de cult aflat pe teritoriul satului Brădești, comuna Brădești, județul Harghita. Are hramul „Sfânta Treime”.

## Localitatea
Brădești (în maghiară Fenyéd) este satul de reședință al comunei cu același nume din județul Harghita, Transilvania, România. Menționat pentru prima oară în 1532, cu denumirea
Fenyed.

## Biserica
Biserica a fost construită în stil baroc în anul 1763, pe amplasamentul fostei biserici medievale, de la care a preluat portalul gotic în arc frânt al intrării. În turnul bisericii se află două clopote; cel mare, de 800 kg, a fost turnat în Turingia. În corul dinspre turn este amplasată orga, realizată în atelierul constructorului Angszter János din Pécs. A fost extinsă și renovată în anii 1925-1926. În fața bisericii se află monumentul eroilor și un bust al episcopului Áron Márton.

## Vezi și
- Brădești, Harghita

## Imagini

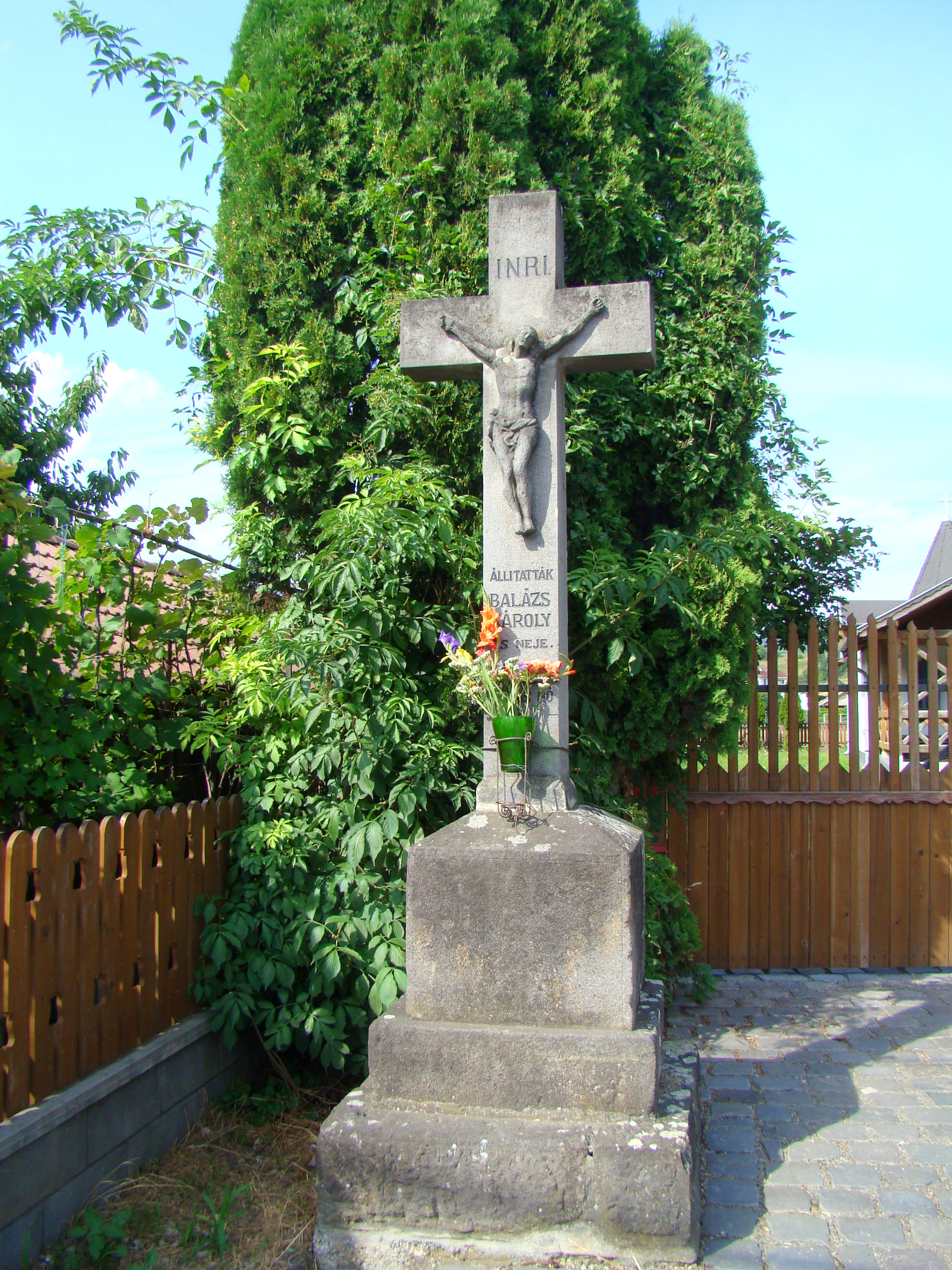
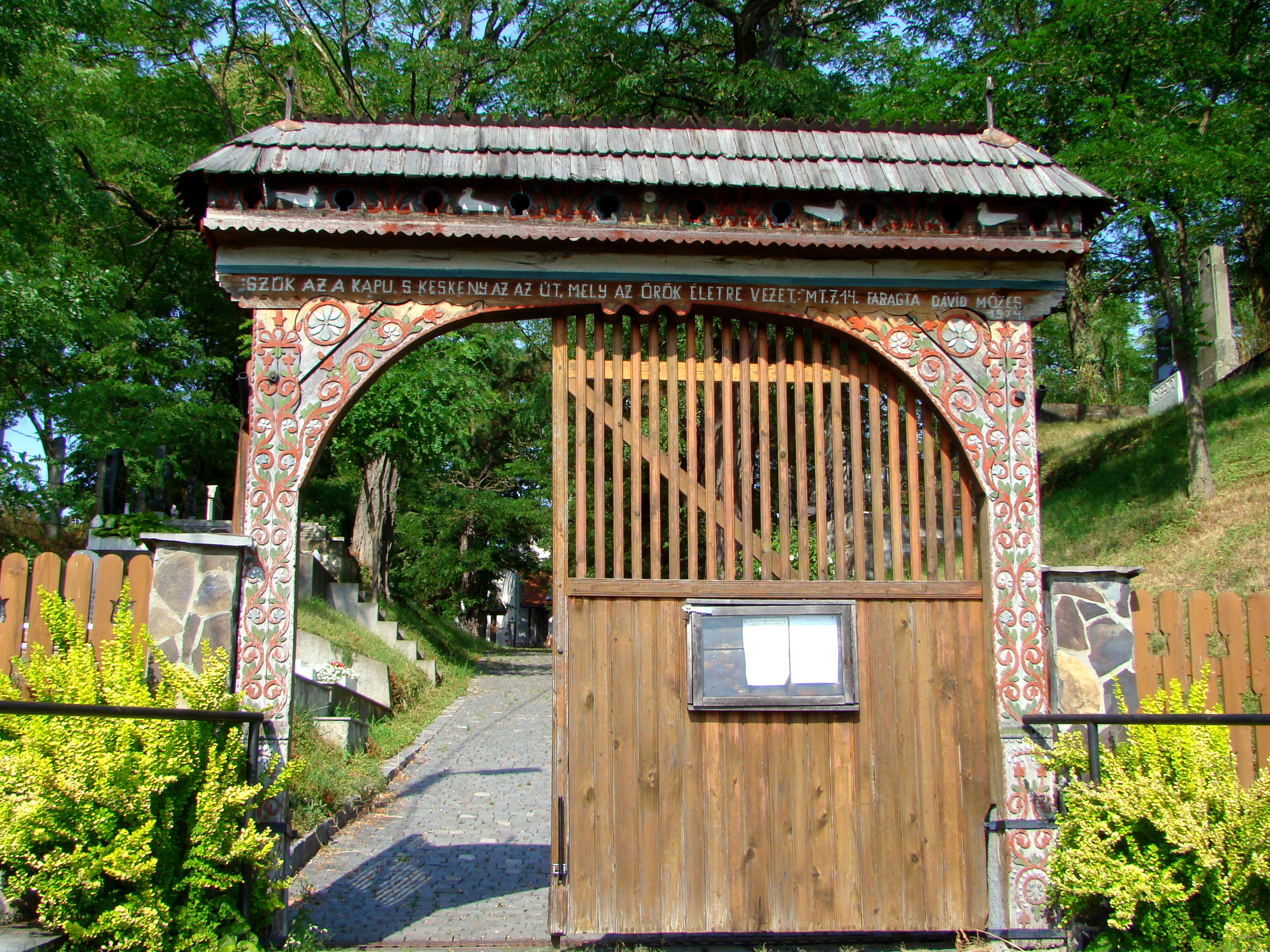
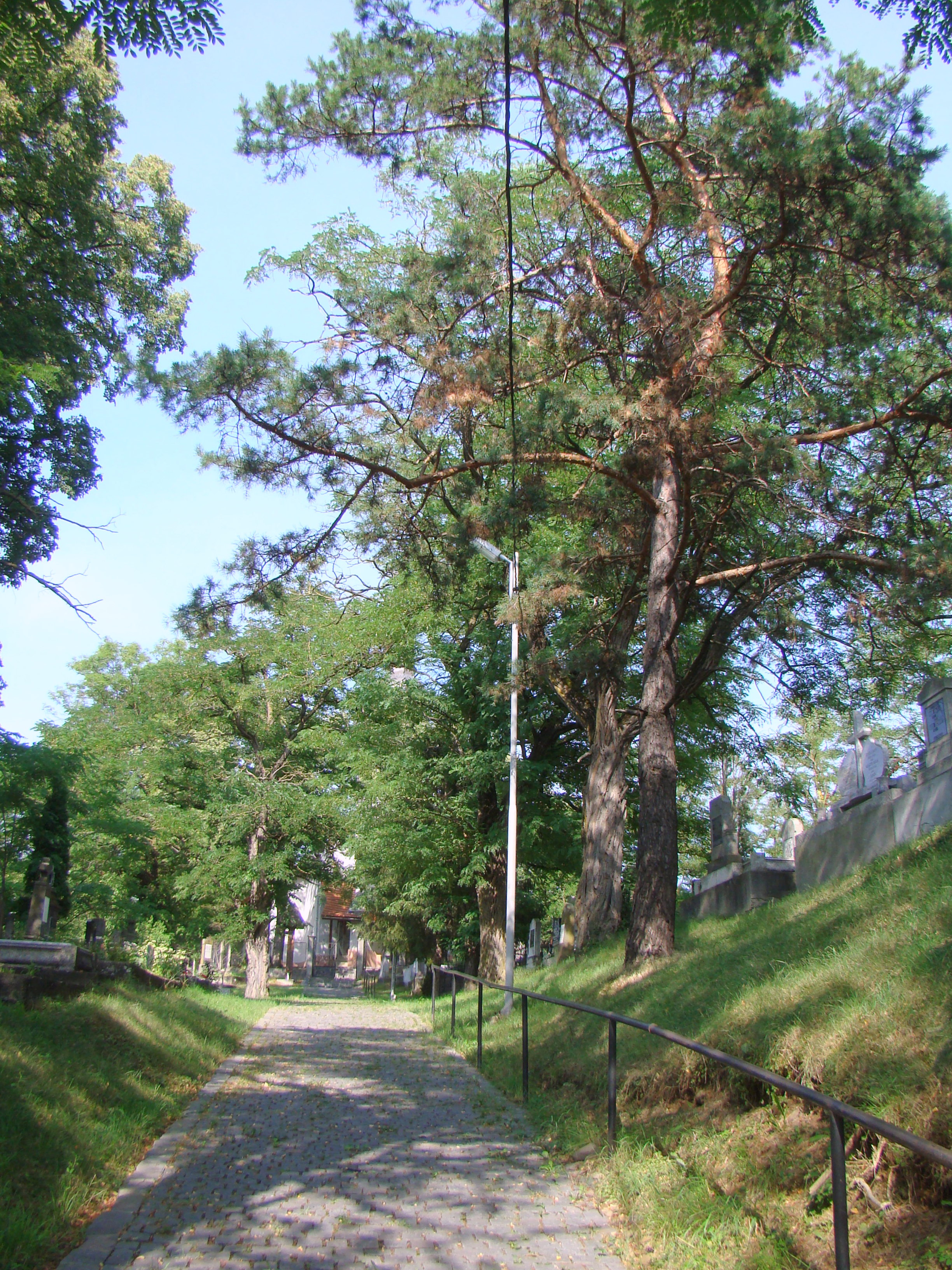
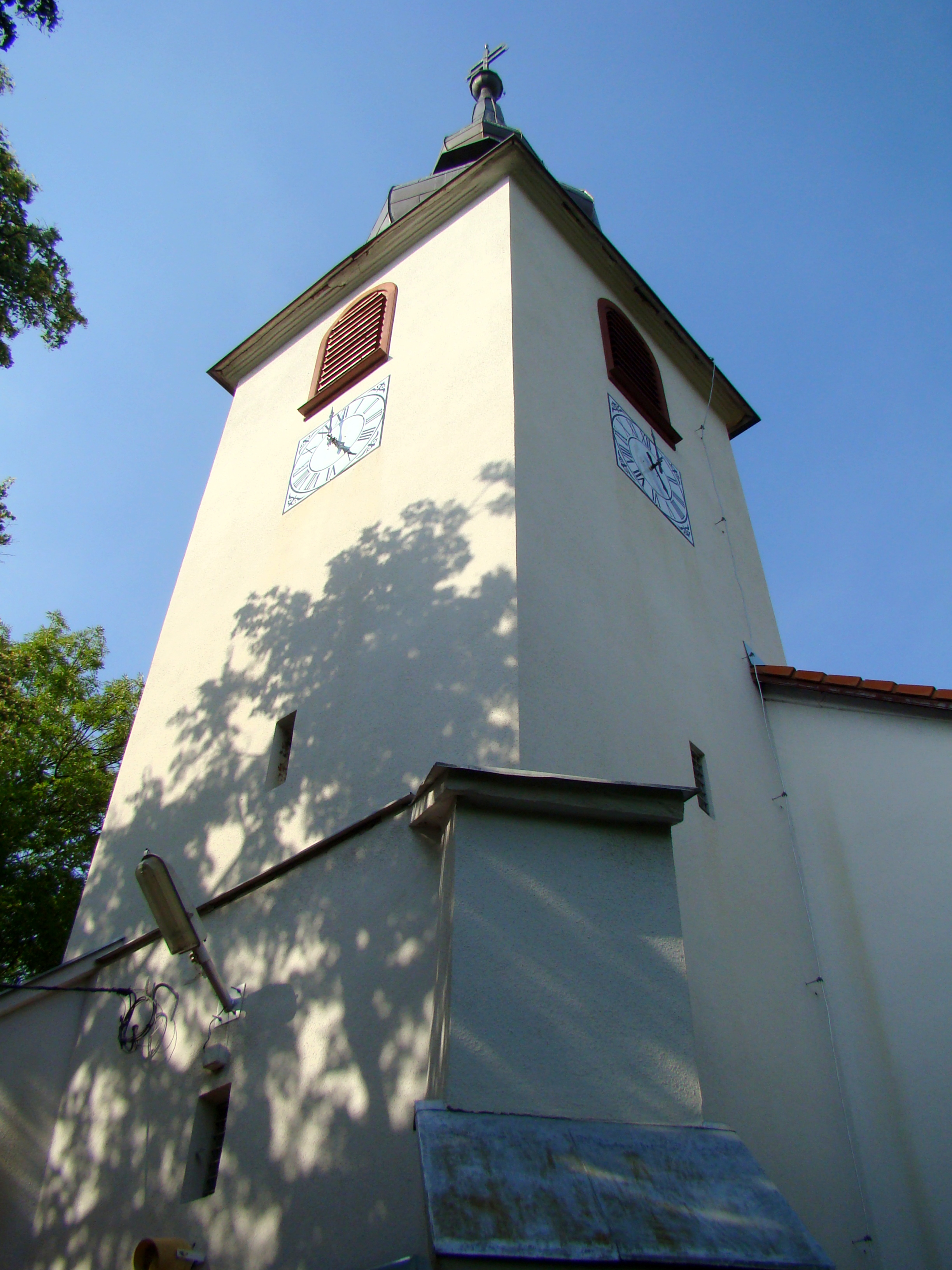
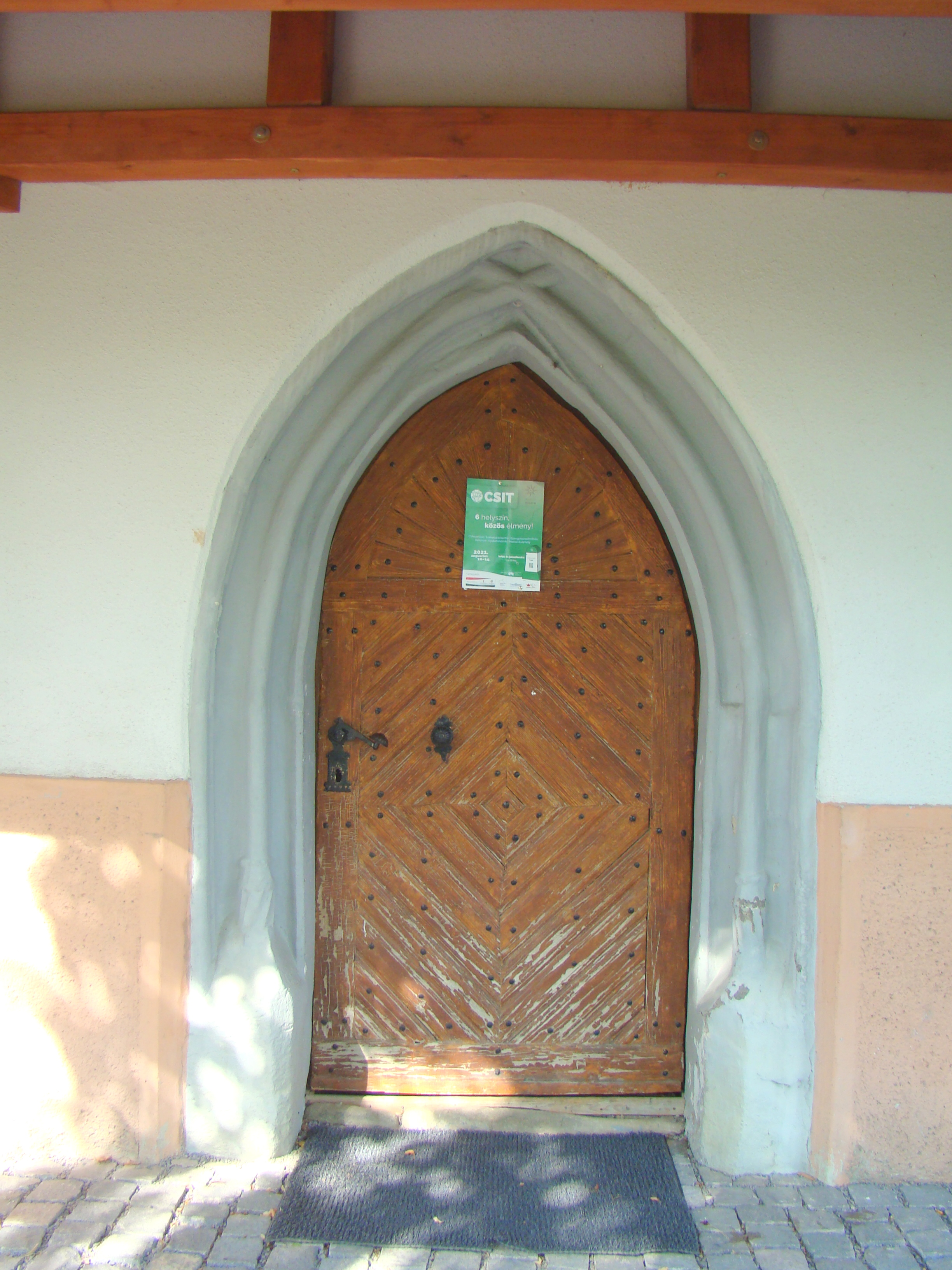
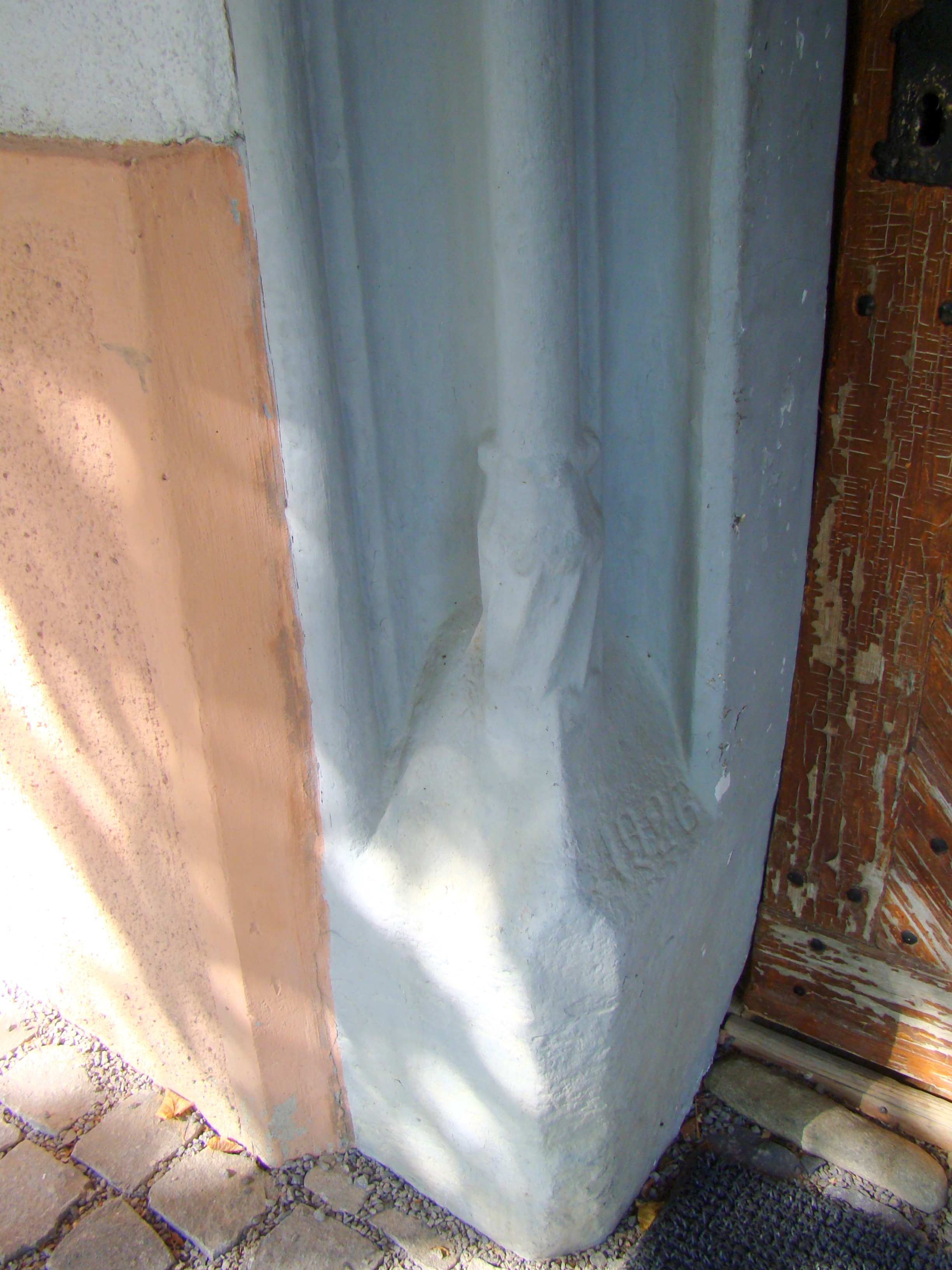
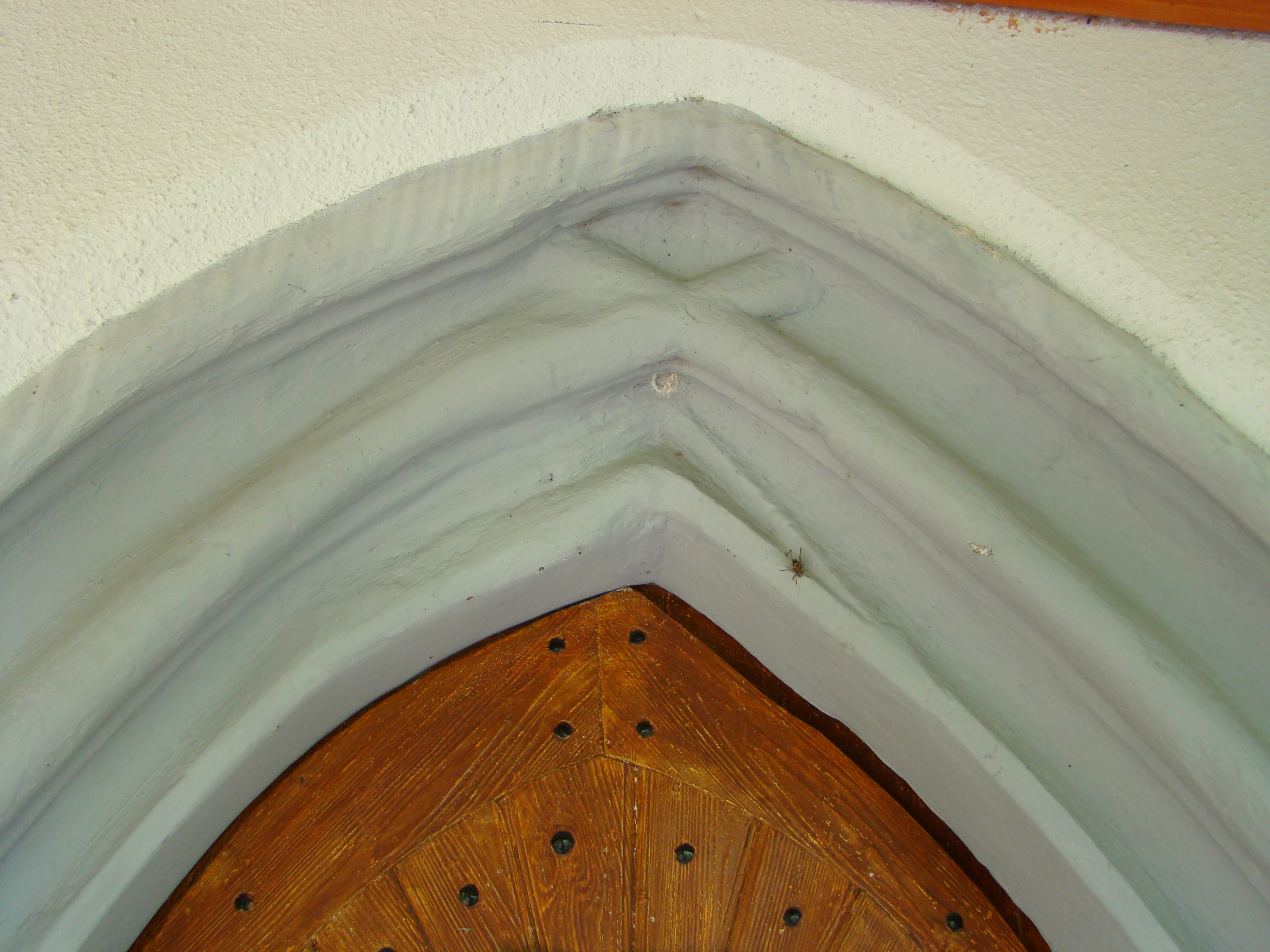
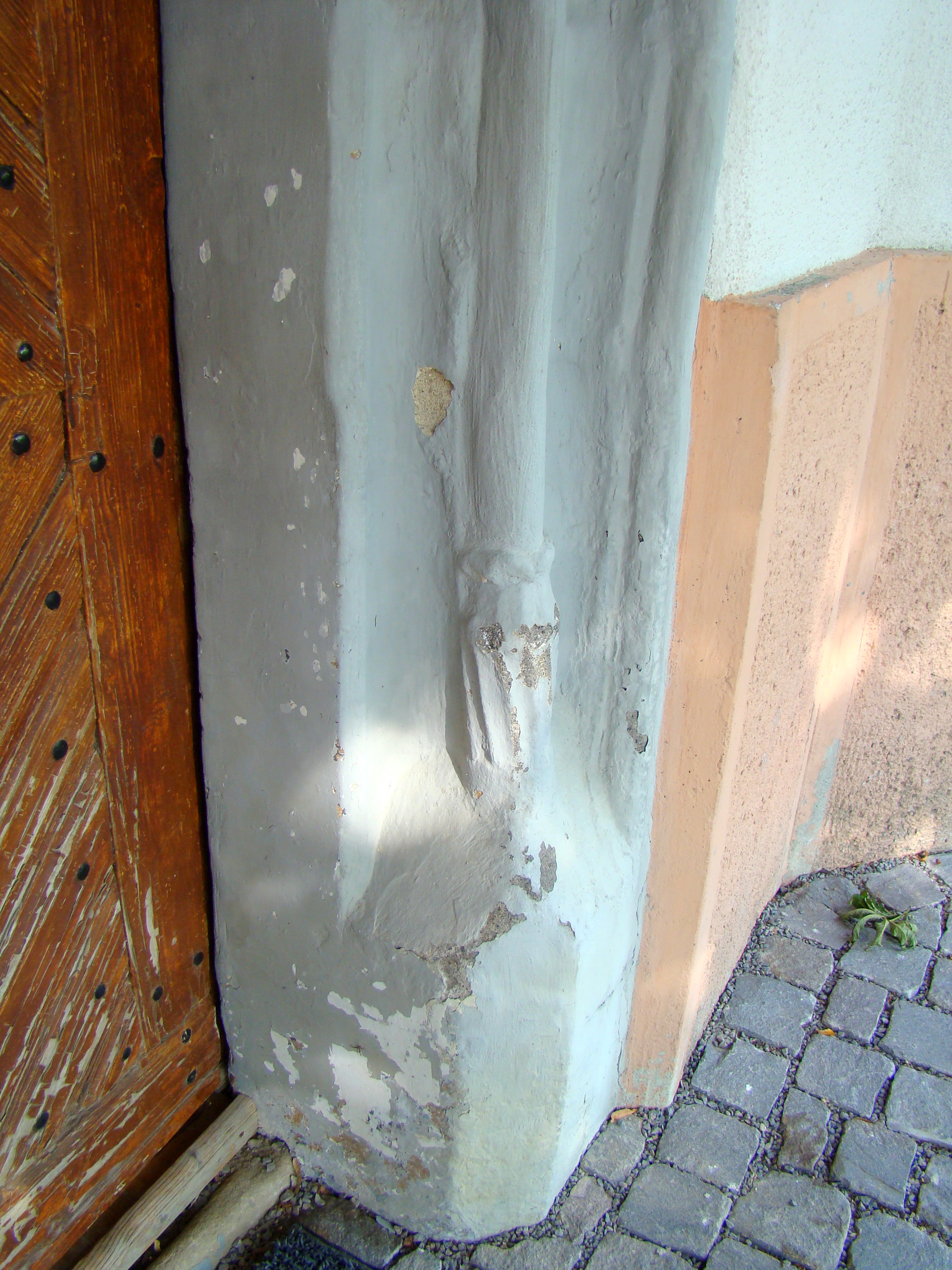
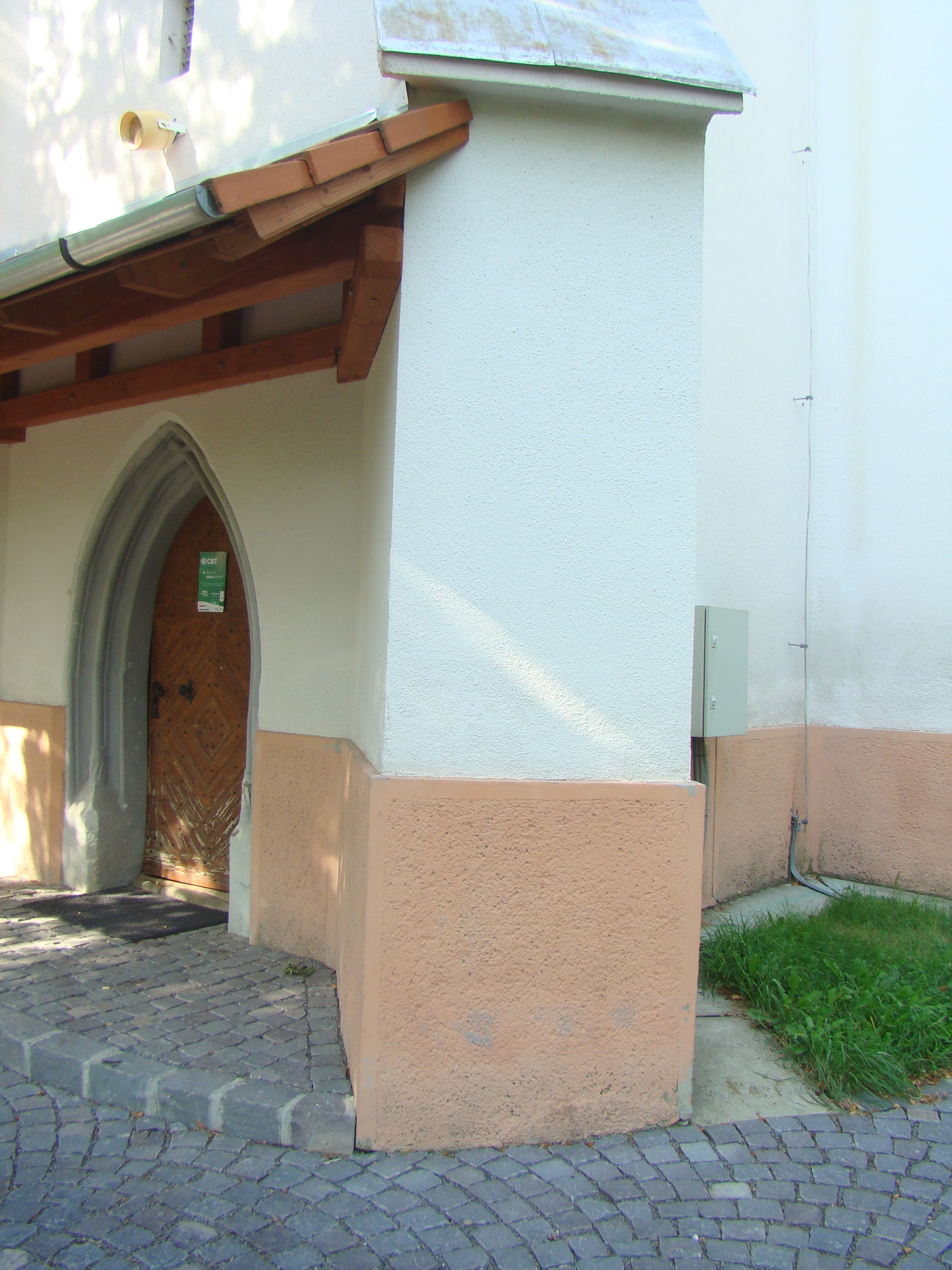
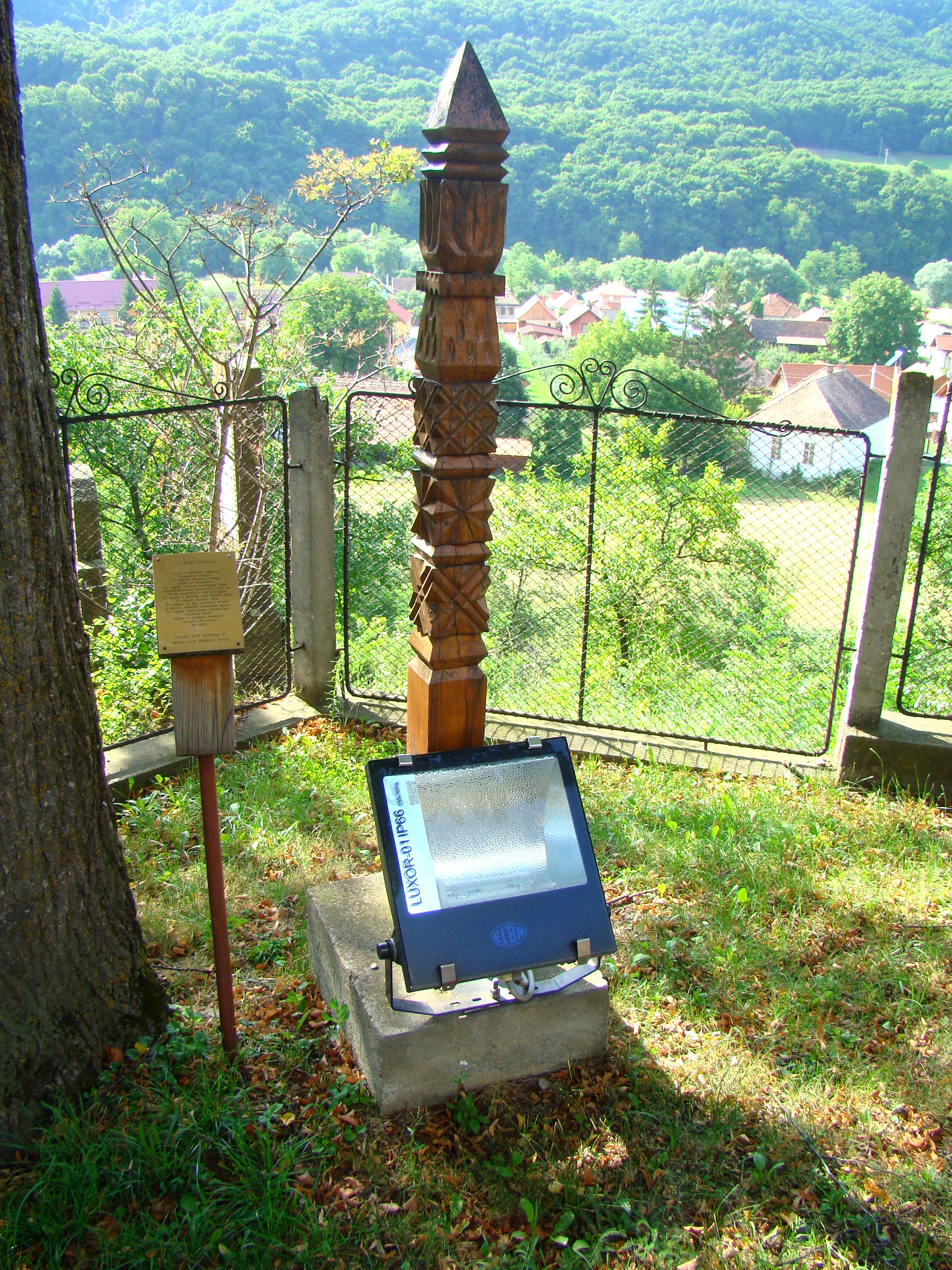
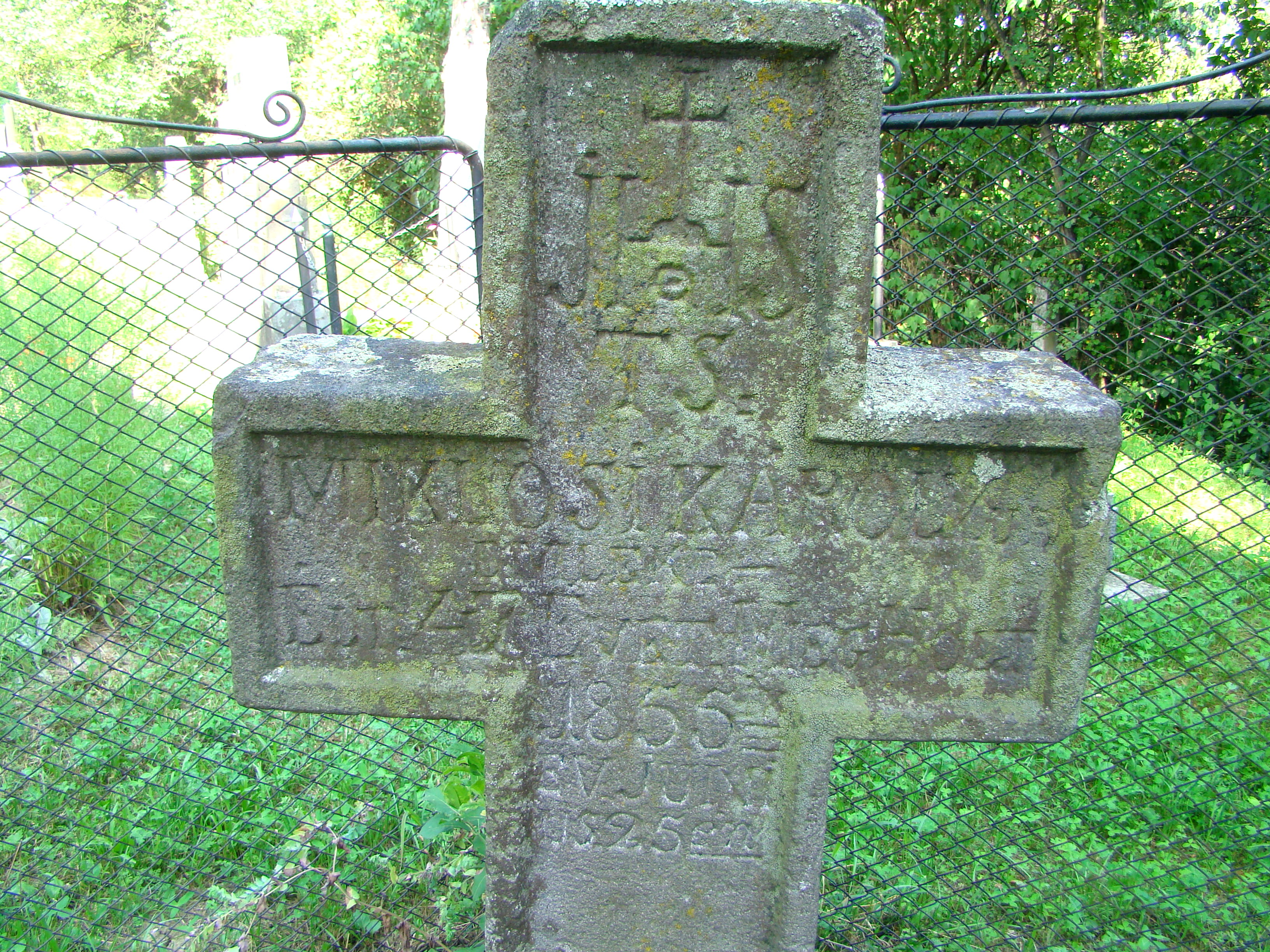
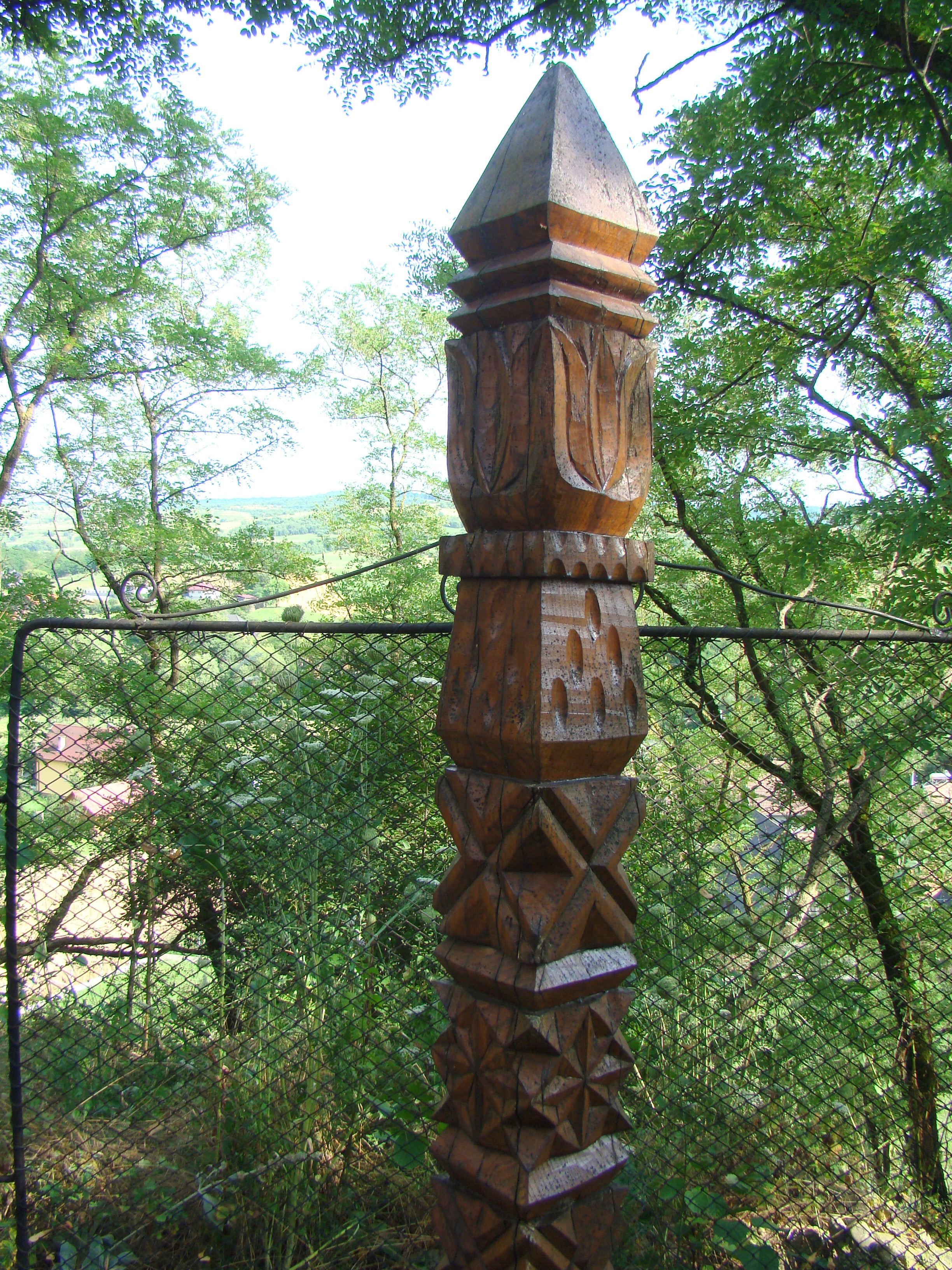
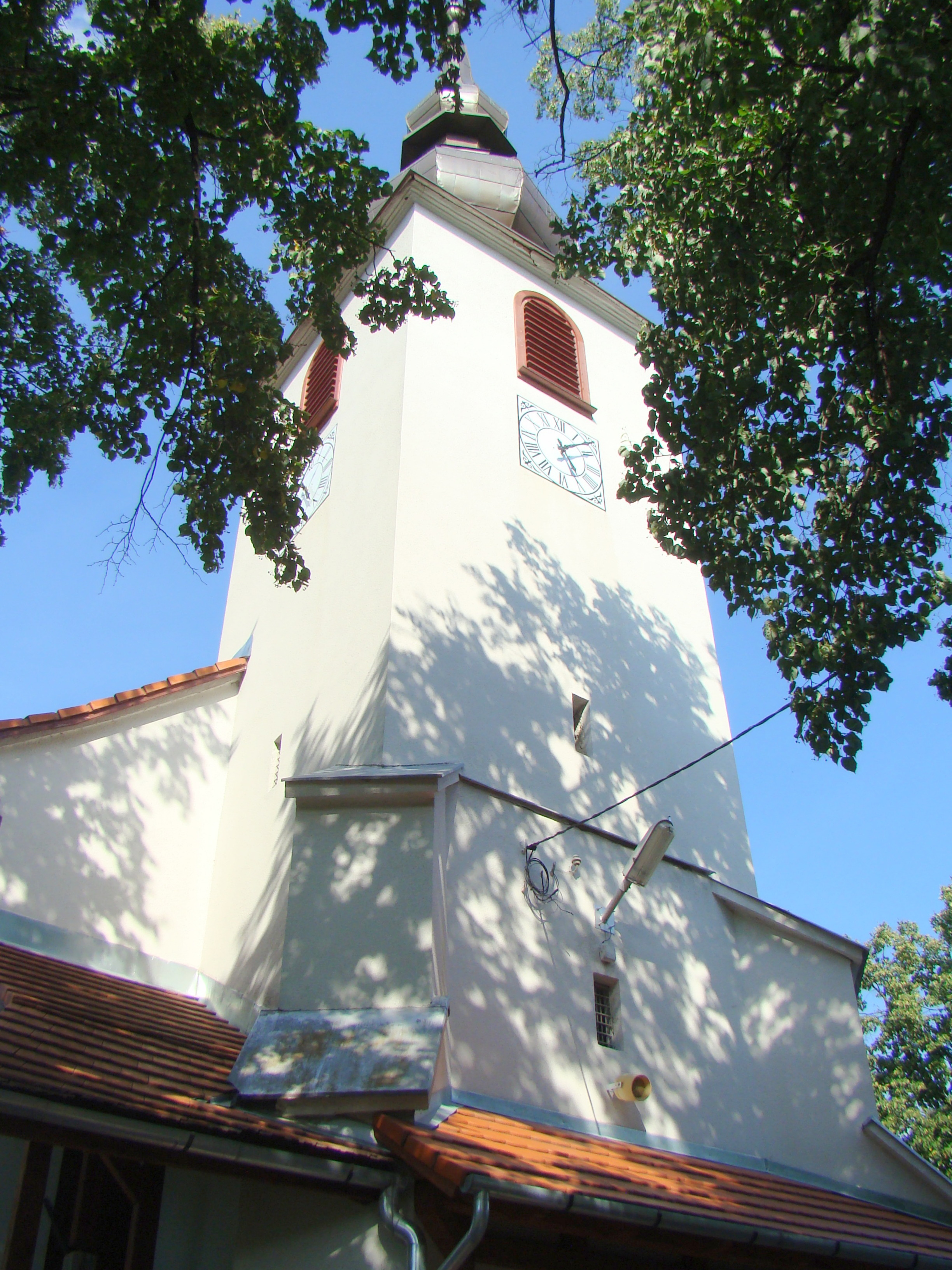
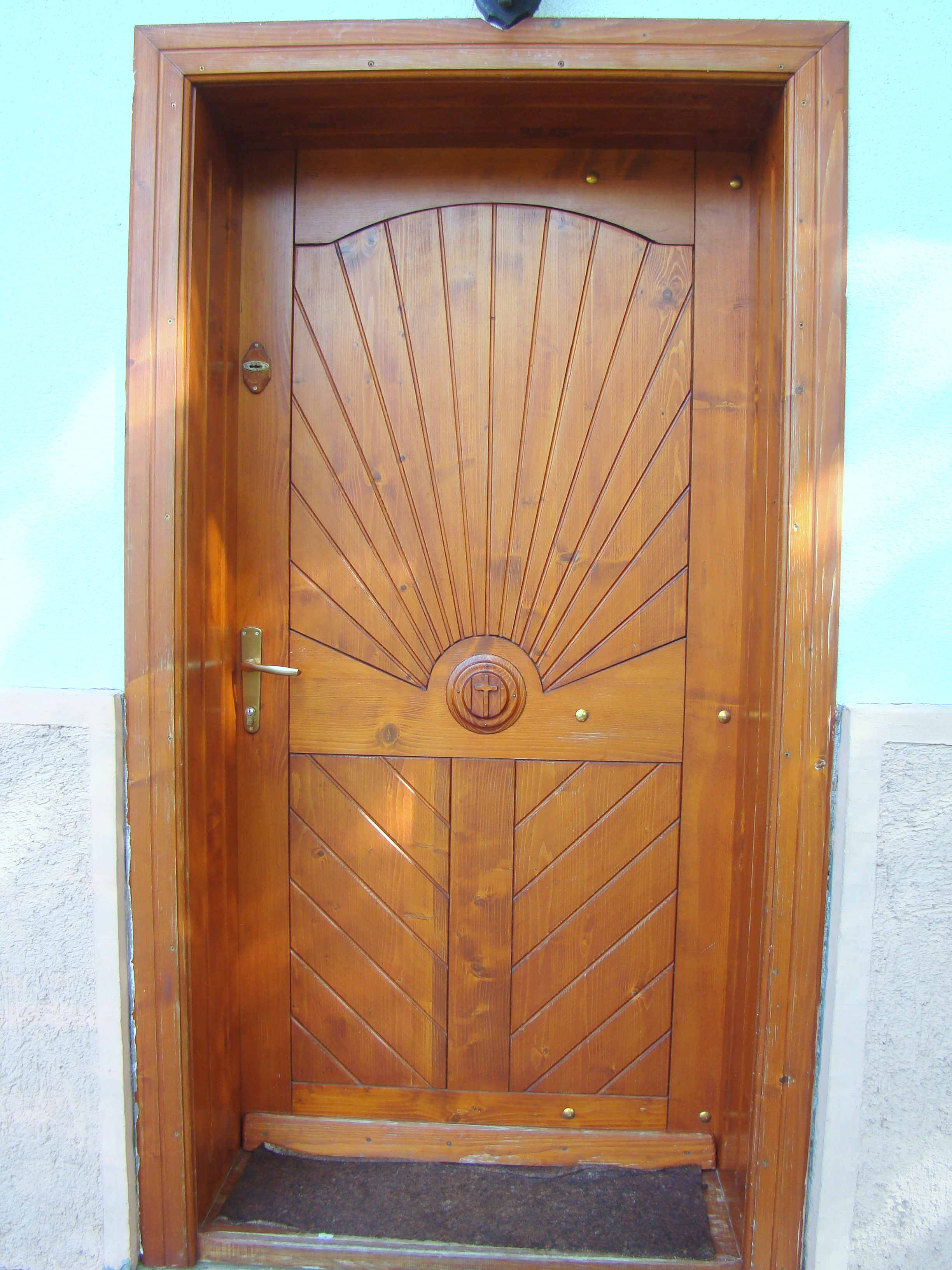
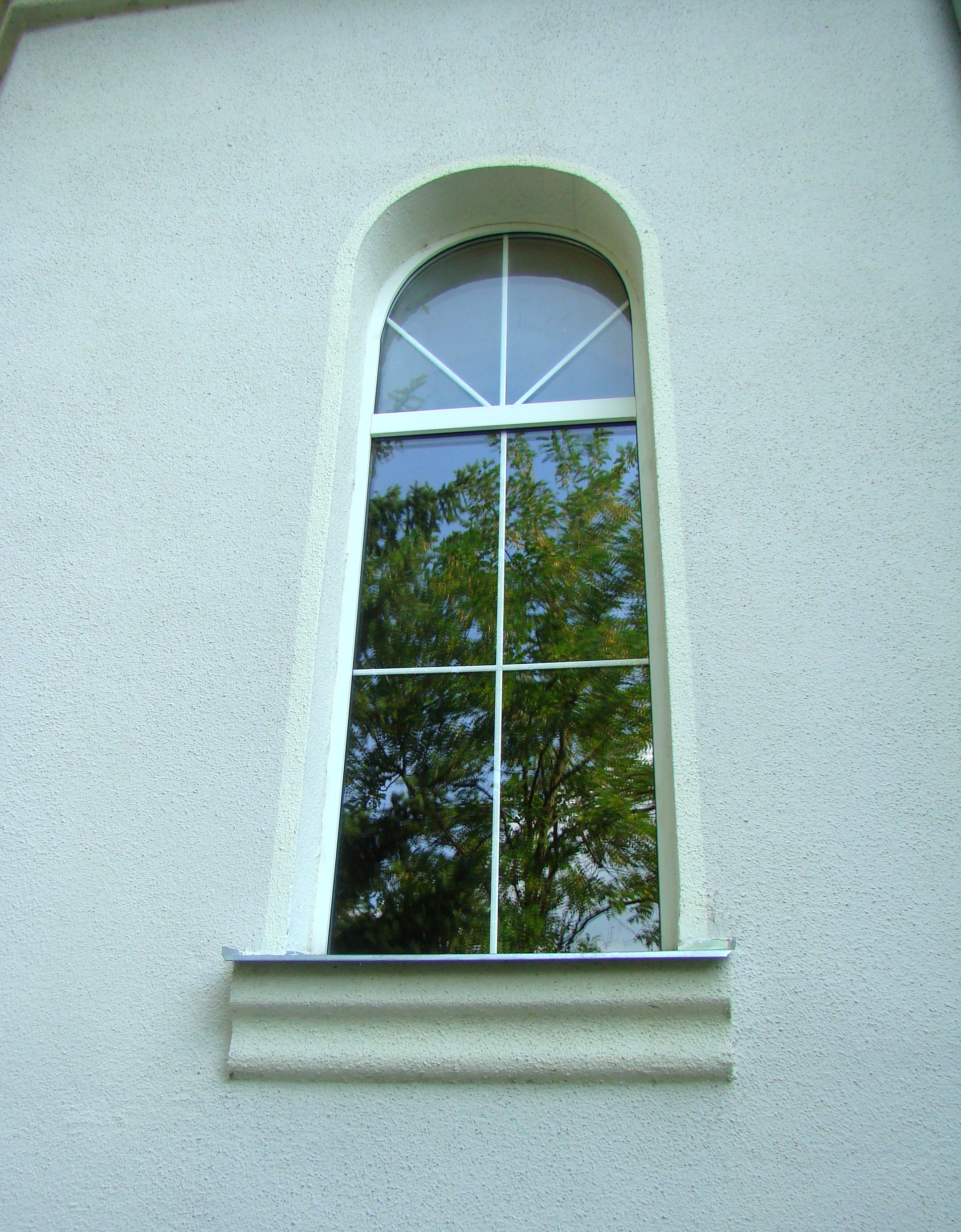
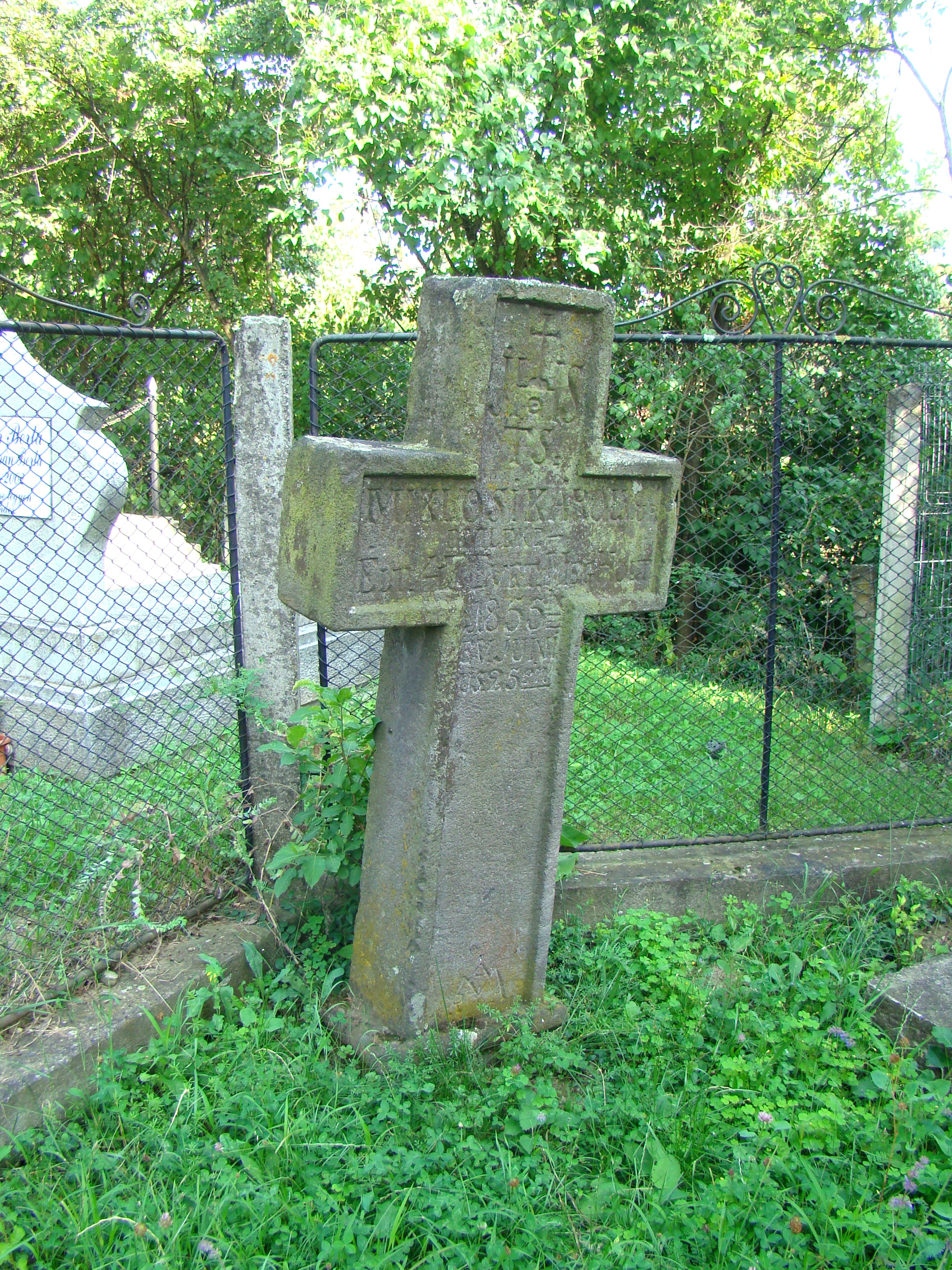
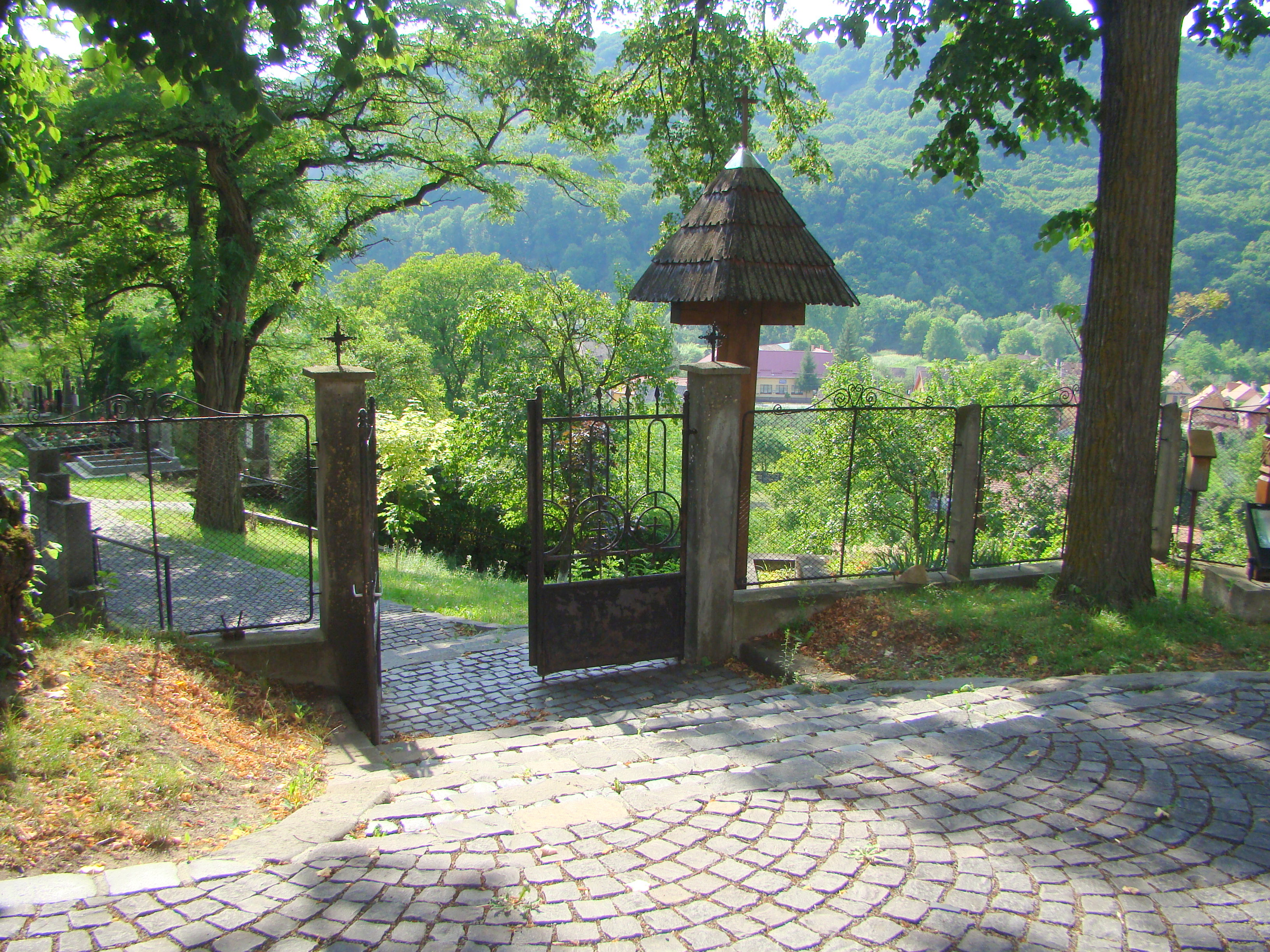
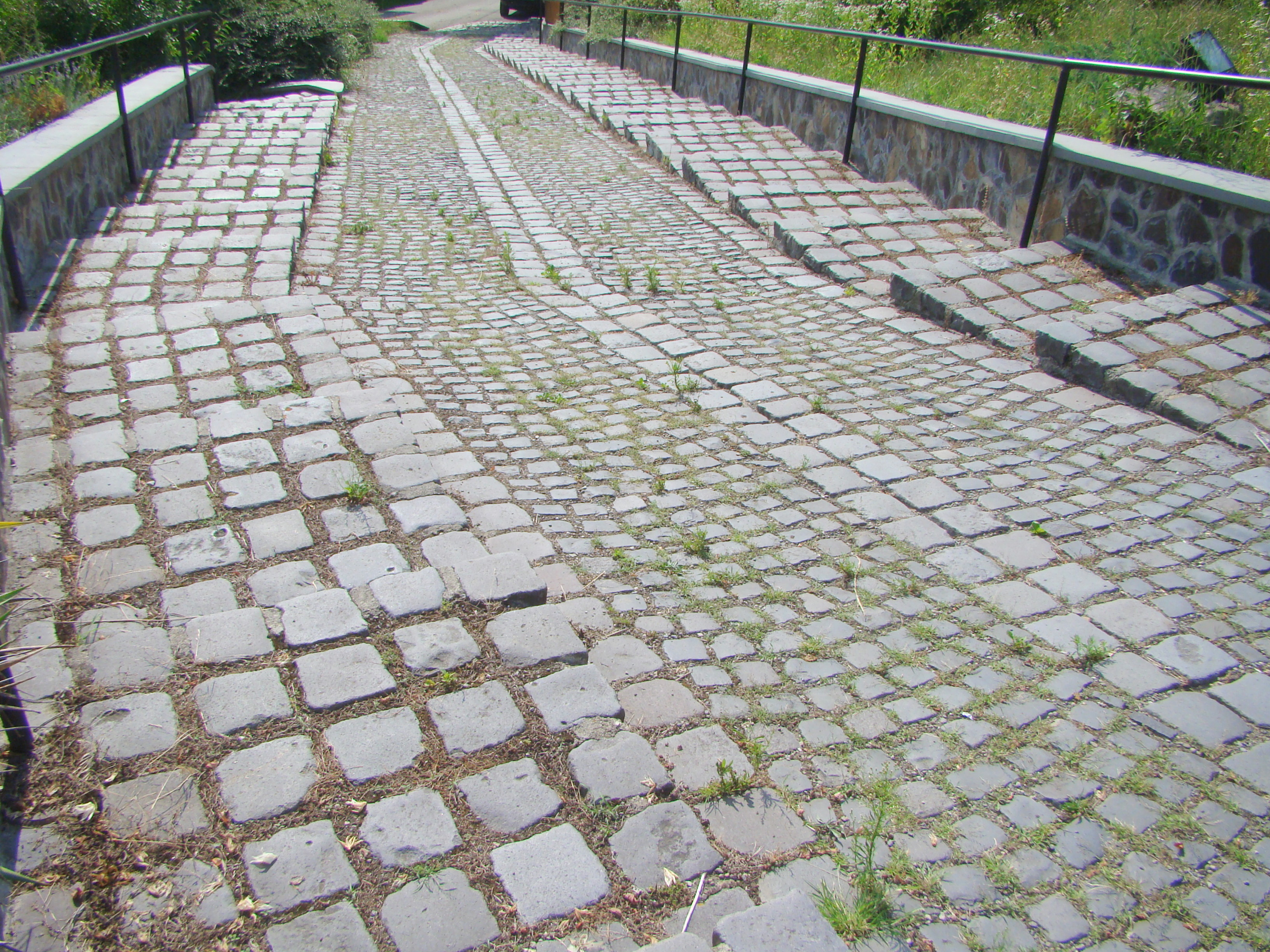
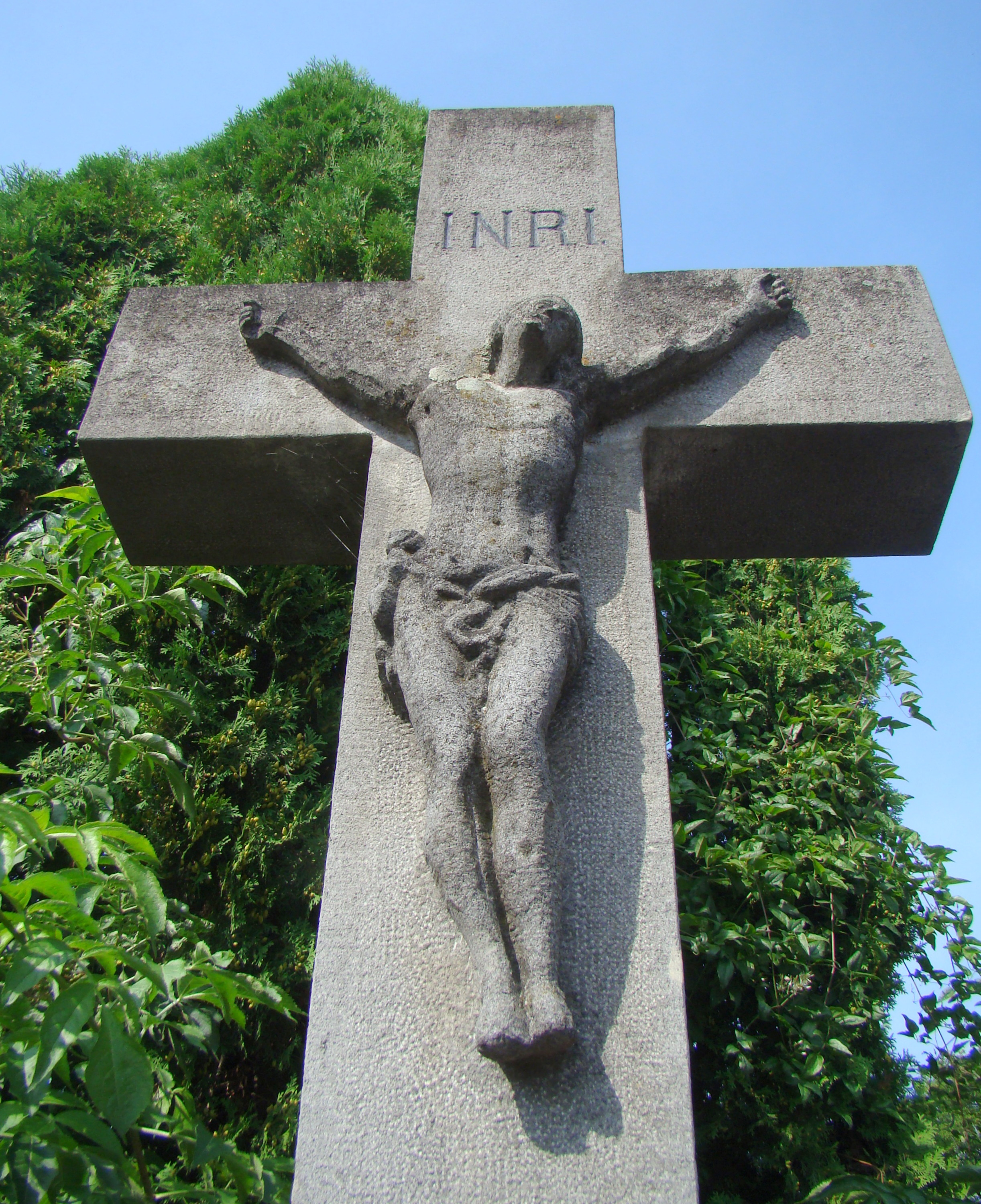
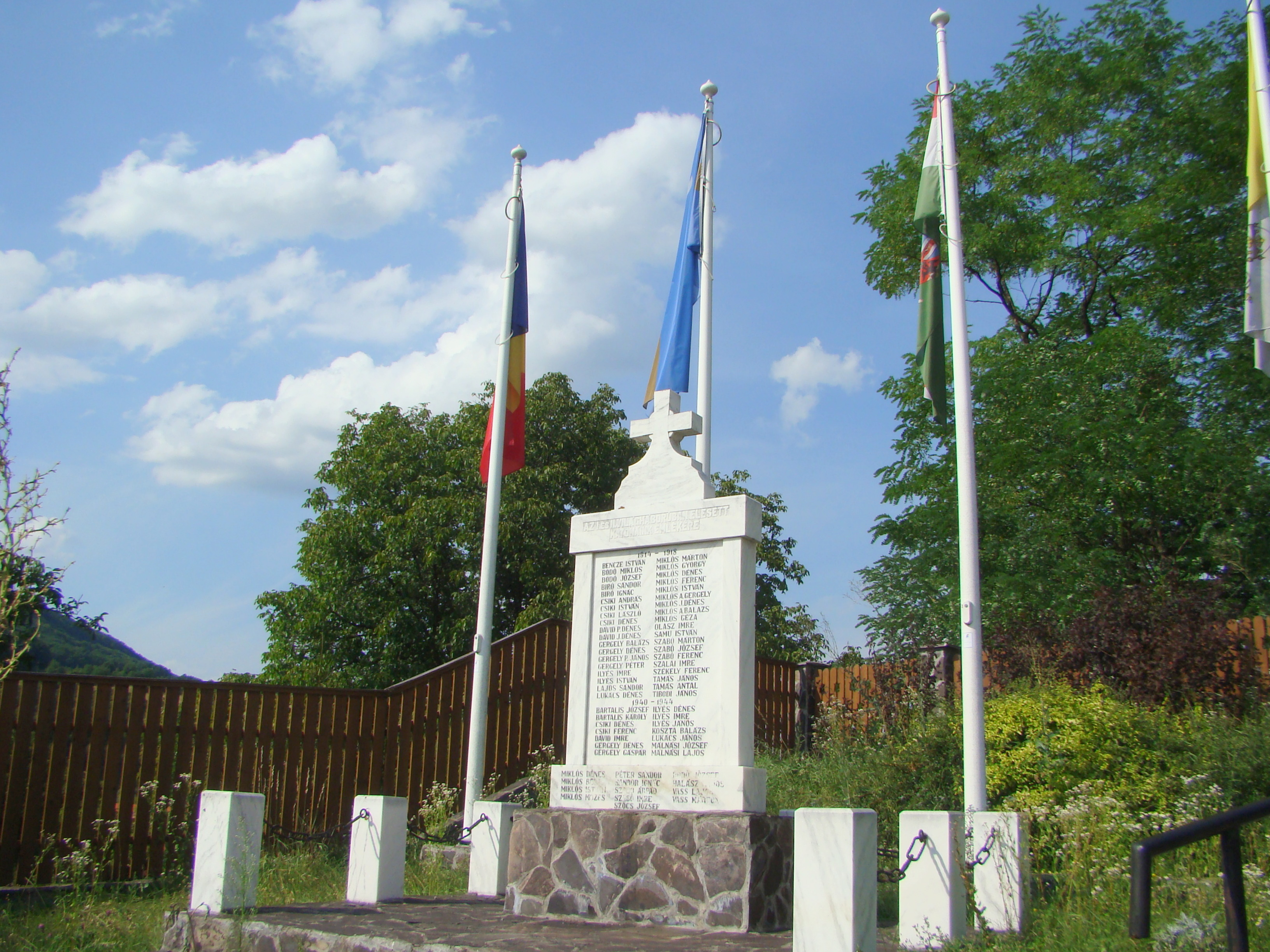
Monumentul eroilor maghiari
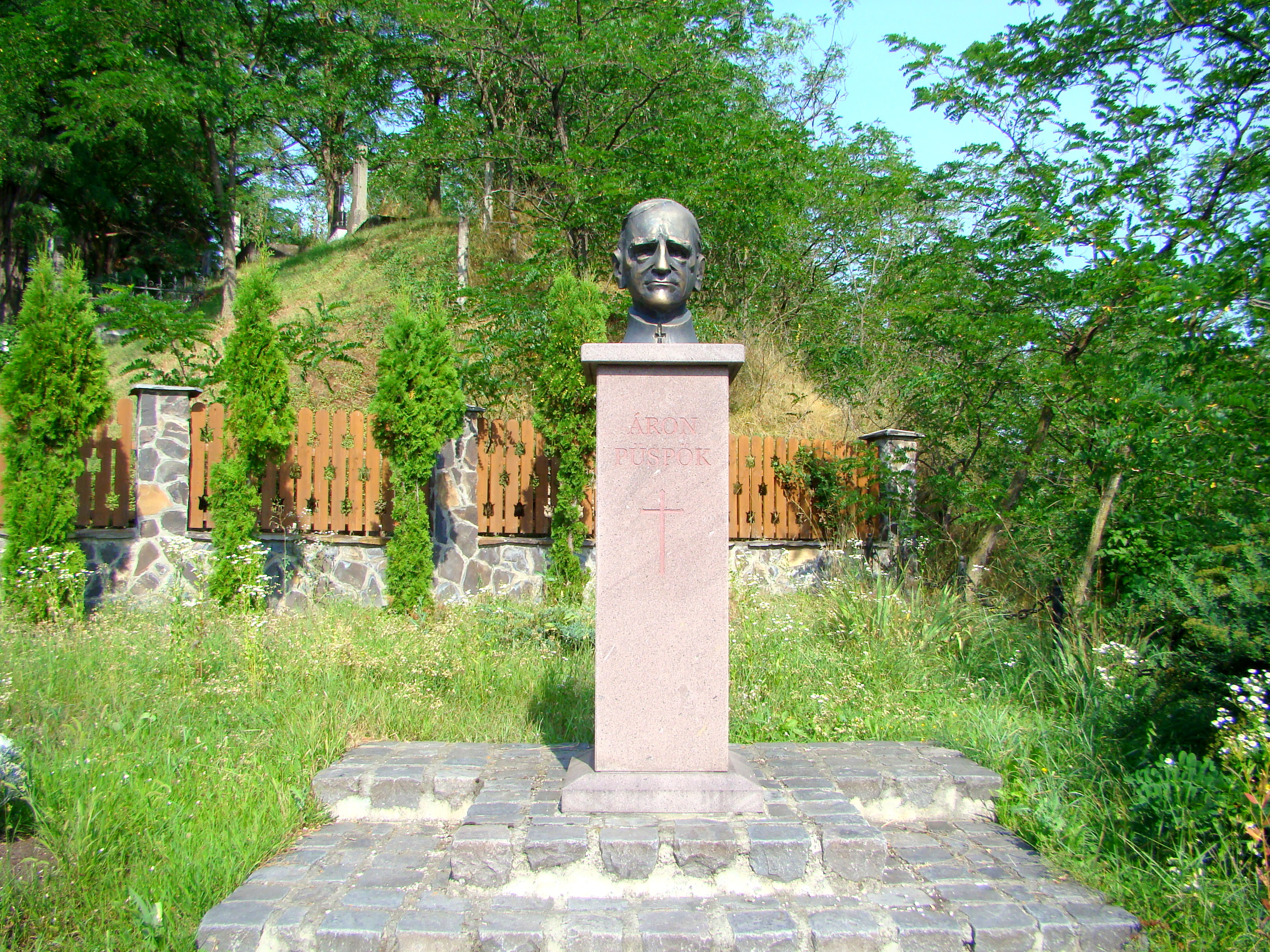
Bustul episcopului Áron Márton
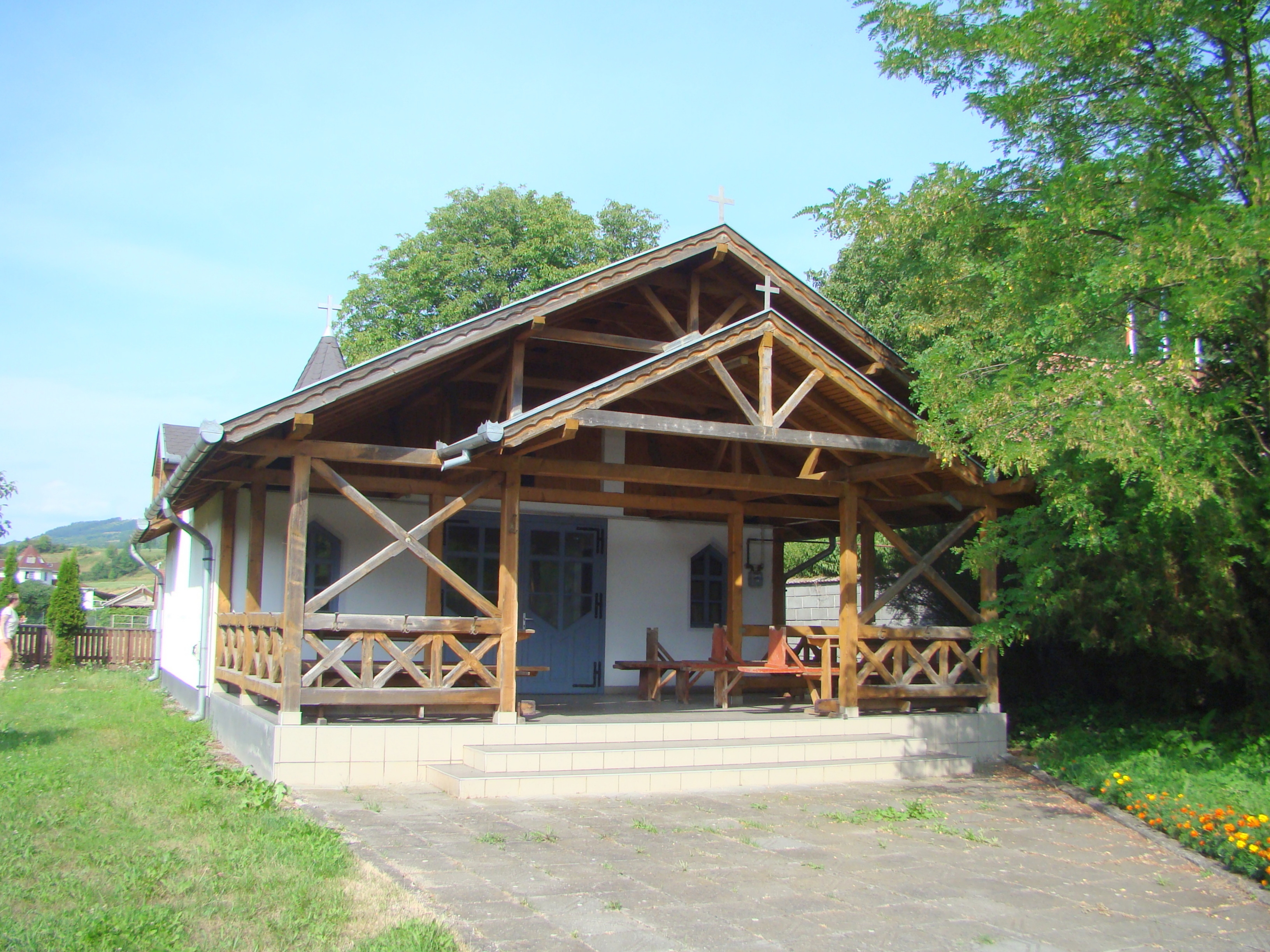
Capela catolică